# Фудбалска репрезентација Узбекистана
Фудбалска репрезентација Узбекистана је фудбалски тим који представља Узбекистан на међународним такмичењима и под контролом је Фудбалског савеза Узбекистана.
Најбољи пласман Узбекистана је 4. место на Азијском купу 2011. године.
Нису учествовали ниједном на Светском првенству.

## Резултати репрезентације

### Светско првенство
| Светско првенство | Светско првенство     | Светско првенство     | Светско првенство     | Светско првенство     | Светско првенство     | Светско првенство     | Светско првенство     | Светско првенство     |                     | Квалификације за Светско првенство | Квалификације за Светско првенство | Квалификације за Светско првенство | Квалификације за Светско првенство | Квалификације за Светско првенство | Квалификације за Светско првенство |
| Година            | Резултат              | Поз.                  | Од.                   | П                     | Н                     | И                     | ГД                    | ГП                    | Од.                 | П                                  | Н                                  | И                                  | ГД                                 | ГП                                 |                                    |
| ----------------- | --------------------- | --------------------- | --------------------- | --------------------- | --------------------- | --------------------- | --------------------- | --------------------- | ------------------- | ---------------------------------- | ---------------------------------- | ---------------------------------- | ---------------------------------- | ---------------------------------- | ---------------------------------- |
| 1930—1990         | Као Совјетски Савез   | Као Совјетски Савез   | Као Совјетски Савез   | Као Совјетски Савез   | Као Совјетски Савез   | Као Совјетски Савез   | Као Совјетски Савез   | Као Совјетски Савез   | Као Совјетски Савез | Као Совјетски Савез                | Као Совјетски Савез                | Као Совјетски Савез                | Као Совјетски Савез                | Као Совјетски Савез                |                                    |
| 1994              | Није учествовала      | Није учествовала      | Није учествовала      | Није учествовала      | Није учествовала      | Није учествовала      | Није учествовала      | Није учествовала      | Није учествовала    | Није учествовала                   | Није учествовала                   | Није учествовала                   | Није учествовала                   | Није учествовала                   |                                    |
| 1998              | Није се квалификовала | Није се квалификовала | Није се квалификовала | Није се квалификовала | Није се квалификовала | Није се квалификовала | Није се квалификовала | Није се квалификовала | 14                  | 6                                  | 4                                  | 4                                  | 33                                 | 21                                 |                                    |
| 2002              | Није се квалификовала | Није се квалификовала | Није се квалификовала | Није се квалификовала | Није се квалификовала | Није се квалификовала | Није се квалификовала | Није се квалификовала | 14                  | 7                                  | 3                                  | 4                                  | 33                                 | 19                                 |                                    |
| 2006              | Није се квалификовала | Није се квалификовала | Није се квалификовала | Није се квалификовала | Није се квалификовала | Није се квалификовала | Није се квалификовала | Није се квалификовала | 13                  | 6                                  | 5                                  | 3                                  | 24                                 | 15                                 |                                    |
| 2010              | Није се квалификовала | Није се квалификовала | Није се квалификовала | Није се квалификовала | Није се квалификовала | Није се квалификовала | Није се квалификовала | Није се квалификовала | 16                  | 8                                  | 1                                  | 7                                  | 33                                 | 26                                 |                                    |
| 2014              | Није се квалификовала | Није се квалификовала | Није се квалификовала | Није се квалификовала | Није се квалификовала | Није се квалификовала | Није се квалификовала | Није се квалификовала | 18                  | 11                                 | 4                                  | 3                                  | 28                                 | 9                                  |                                    |
| 2018              | Није се квалификовала | Није се квалификовала | Није се квалификовала | Није се квалификовала | Није се квалификовала | Није се квалификовала | Није се квалификовала | Није се квалификовала | 18                  | 11                                 | 1                                  | 6                                  | 26                                 | 14                                 |                                    |
| 2022              | Следи                 | Следи                 | Следи                 | Следи                 | Следи                 | Следи                 | Следи                 | Следи                 | Следи               | Следи                              | Следи                              | Следи                              | Следи                              | Следи                              |                                    |
| 2026              | Следи                 | Следи                 | Следи                 | Следи                 | Следи                 | Следи                 | Следи                 | Следи                 | Следи               | Следи                              | Следи                              | Следи                              | Следи                              | Следи                              |                                    |
| Укупно            | —                     | 0/7                   | —                     | —                     | —                     | —                     | —                     | —                     | 3                   | 49                                 | 18                                 | 27                                 | 177                                | 124                                |                                    |

### АФК азијски куп
| АФК азијски куп | АФК азијски куп     | АФК азијски куп     | АФК азијски куп     | АФК азијски куп     | АФК азијски куп     | АФК азијски куп     | АФК азијски куп     | АФК азијски куп     |                  | Квалификације за АФК азијски куп | Квалификације за АФК азијски куп | Квалификације за АФК азијски куп | Квалификације за АФК азијски куп | Квалификације за АФК азијски куп | Квалификације за АФК азијски куп |                  |
| Година          | Резултат            | Поз.                | Од.                 | П                   | Н                   | И                   | ГД                  | ГП                  | Од.              | П                                | Н                                | И                                | ГД                               | ГП                               |                                  |                  |
| --------------- | ------------------- | ------------------- | ------------------- | ------------------- | ------------------- | ------------------- | ------------------- | ------------------- | ---------------- | -------------------------------- | -------------------------------- | -------------------------------- | -------------------------------- | -------------------------------- | -------------------------------- | ---------------- |
| 1956—1992       | Као Совјетски Савез | Као Совјетски Савез | Као Совјетски Савез | Као Совјетски Савез | Као Совјетски Савез | Као Совјетски Савез | Као Совјетски Савез | Као Совјетски Савез | Није учествовала | Није учествовала                 | Није учествовала                 | Није учествовала                 | Није учествовала                 | Није учествовала                 | Није учествовала                 | Није учествовала |
| 1996            | Групна фаза         | 10.                 | 3                   | 1                   | 0                   | 2                   | 3                   | 6                   | 2                | 1                                | 0                                | 1                                | 5                                | 4                                |                                  |                  |
| 2000            | Групна фаза         | 12.                 | 3                   | 0                   | 1                   | 2                   | 2                   | 14                  | 4                | 4                                | 0                                | 0                                | 16                               | 2                                |                                  |                  |
| 2004            | Четвртфинале        | 6.                  | 4                   | 3                   | 1                   | 0                   | 5                   | 2                   | 6                | 4                                | 1                                | 1                                | 13                               | 6                                |                                  |                  |
| 2007            | Четвртфинале        | 7.                  | 4                   | 2                   | 0                   | 2                   | 10                  | 4                   | 6                | 3                                | 2                                | 1                                | 14                               | 4                                |                                  |                  |
| 2011            | 4. место            | 4.                  | 6                   | 3                   | 1                   | 2                   | 10                  | 13                  | 4                | 3                                | 0                                | 1                                | 7                                | 3                                |                                  |                  |
| 2015            | Четвртфинале        | 8.                  | 4                   | 2                   | 0                   | 2                   | 5                   | 5                   | 6                | 3                                | 2                                | 1                                | 10                               | 4                                |                                  |                  |
| 2019            | Осмина финала       | 10.                 | 4                   | 2                   | 1                   | 1                   | 7                   | 3                   | 8                | 7                                | 0                                | 1                                | 20                               | 7                                |                                  |                  |
| Укупно          | 7/17                | 4.                  | 28                  | 12                  | 4                   | 11                  | 42                  | 47                  | 36               | 25                               | 5                                | 6                                | 85                               | 30                               |                                  |                  |